# 洪雅族群
洪雅族群（Hoanya）、亦名和安雅或洪安雅，為臺灣平埔原住民族。 分布於臺中市霧峰以南、彰化縣、南投縣、雲林縣、嘉義縣市到臺南市新營以北一帶附近。本族群包括羅亞族（Lloa）、阿立昆族（Arikun）二族，因同化而已難以辨別。
此名由伊能嘉矩紀錄到斗六柴裡社、斗六東的熟番自稱為「Hoanya」，小川尚義紀錄到南投社、北投社自稱「Arikun」，斗六門社自稱「Lloa」，斗六門社自稱「Hoanya」，但因語言與習俗幾乎相同，便使用「Hoanya」統稱這三群，後來的語言學家即將諸羅山社、打貓社、斗六門社、他里霧社、哆囉嘓社，貓羅社、南投社、北投社、萬斗六社等社番人，歸類為 Hoanya 族。然而根據鍾幼蘭、翁佳音、李壬癸等學者指出：洪雅是由臺語 Hoan-á（番仔）轉化而來，台灣很可能並不存在洪雅一族。

## 部落
| 部落     | 荷蘭記錄        | 現今位置                         | 族群                       |
| -------- | --------------- | -------------------------------- | -------------------------- |
| 萬斗六社 | -               | 臺中市霧峰區舊正里               | 阿立昆族與巴布薩族混居部落 |
| 貓羅社   | Kakar Barroroch | 彰化縣芬園鄉大埔村、舊社村       | 阿立昆族                   |
| 北投社   | Tausa Mato      | 南投縣草屯鎮北投里               | 阿立昆族                   |
| 南投社   | Tausa Talakey   | 南投縣南投市                     | 阿立昆族                   |
| 斗六社   | Talack          | 雲林縣斗六市、古坑鄉、湖山岩     | 羅亞族                     |
| 他里霧社 | Dalivoe         | 雲林縣斗南鎮、大埤鄉             | 羅亞族                     |
| 蔴芝乾社 | Vasikan         | 雲林縣崙背鄉舊庄村                 | 羅亞族                     |
| 南社     | Abasie          | 雲林縣臺西鄉臺西村               | 羅亞族                     |
| 笨港社   | Ponkan          | 雲林縣北港鎮大同里               | 羅亞族                     |
| 打貓社   | Dovaha          | 嘉義縣民雄鄉                     | 羅亞族                     |
| 諸羅山社 | Tirocen         | 嘉義市西區                       | 羅亞族                     |
| 哆囉嘓社 | Doroko          | 臺南市東山區東山里、東正里、東中里 | 羅亞族                     |
| 鹿陶洋社 | Lohotan         | 臺南市楠西區鹿陶洋               | 羅亞族                     |

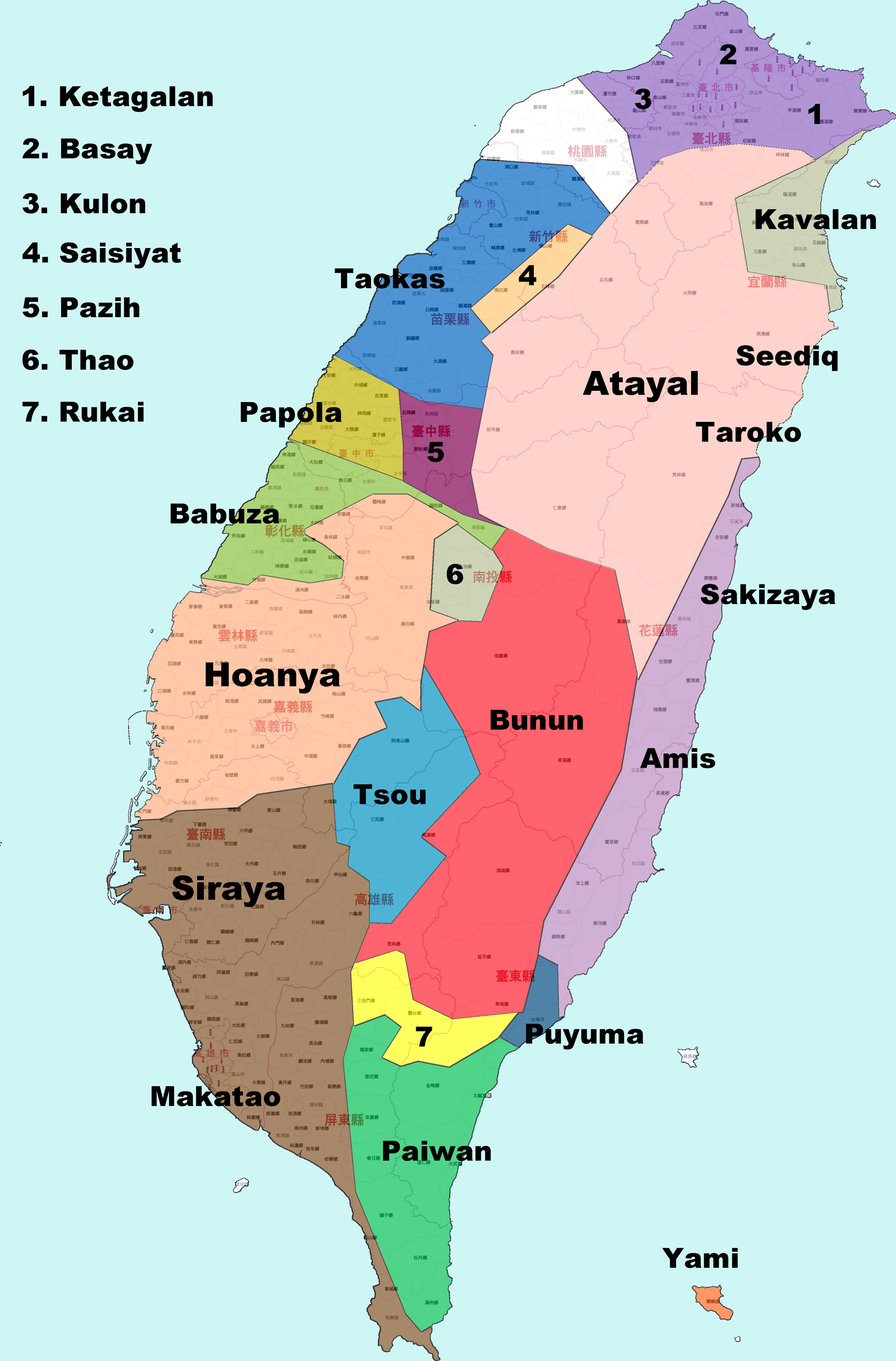
洪雅族群(Hoanya)住在臺灣中部海岸地區

諸羅山社為現今嘉義市西區番社里（2010年里鄰整併前原稱社內里），舊名番社內，是諸羅山社舊址。中正公園旁忠義街上的福社宮，除祭祀土地公外，另奉祀一尊「番王爺」神祇。1930年於附近挖出許多遺骨，推論為平埔族人採室內葬方式下葬之先人，故另加祀一牌位，上刻「昭和五年嘉義社社寮眾番祿位番社內」字樣，並於農曆2月29日舉行誕辰祭典，為洪雅族人崇敬祖靈的漢化遺風。市區中央噴水池北邊有番社內、番社口，嘉雄陸橋旁有番仔溝，縱貫鐵路西面有番婆庄等地名，可視為往昔諸羅山社原住民居住證據。

## 文化

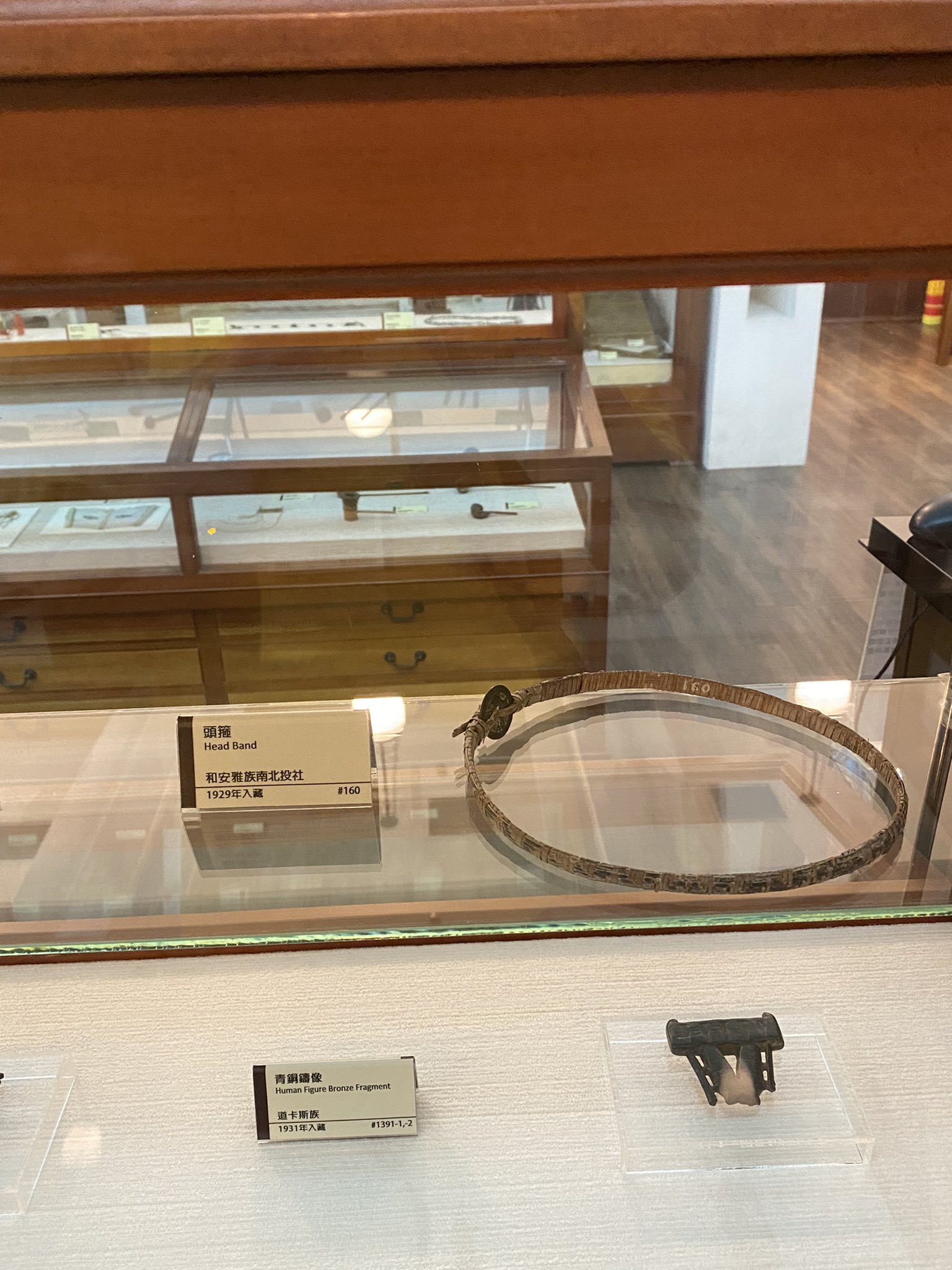
洪雅族南北投社頭箍

### 祭儀
洪雅族群的主要文化為走鏢（Movai）、祭祖（Tei-vakkai）、打鹿（Murao）以及會飲（Manitan）；其中，走鏢（Movai）為該族的成年禮，目前保留該文化為位於南投縣埔里鎮枇杷里之社區。
主祭有很多位，必須是部落的未婚少年，多半從年紀較大、即將結婚者選取。他們穿著禮服，上衣用白布做成，開襟無袖、長至腰下，衣上以紅條裝飾，下端垂下白絲條；下衣的長度由腰至足背，用長方形的白布片做成，其上同樣以紅線條裝飾。
每年農曆二月間，巴布薩、巴布拉族與洪雅族群諸族會舉行換年儀式。男女皆披紅襖或以錦繡製成的衣物，稱『色練』。數十人挽手而歌，且歌聲婉轉哀戚。而農作在農曆七月收成間各族也會舉辦收穫祭。
傳統在農曆七月二十祭祖，現今留有於埔里洪安雅族祖靈樹前祭拜祖靈的儀式。

### 服飾
傳統服裝：與中部其他平埔族群（例：葛哈巫、巴宰族）的剪裁手法相似，但織紋風格更為獨特，是以鮮豔的紅、藍色線在白色麻布上編織出複雜又立體的菱形紋和人形紋等圖紋。

## 平埔族群第二次大遷徙
大清道光三年（1823年），臺灣中部平埔五族（道卡斯族、巴宰族、巴布拉族、巴布薩族以及洪雅族群），共有十四社，聯合遷往水沙連（今南投縣埔里鎮）。

## 外部連結
- 平埔文化專題(平埔文化資訊網)，中央研究院民族學研究所數位典藏
- 中央研究院南島語數位典藏
- 中央研究院語言學研究所
- 嘉義市洪雅文化協會 （页面存档备份，存于）
- YouTube上的洪雅族走鏢

- 南島語的「華武壟族、巴布薩族、洪雅族」不存在，他們全都是閩人 （页面存档备份，存于） ，2016-09-28